# Statspolitiet i Norge
Statspolitet er et begreb i norsk historie, som er brugt om to forskellige enheder med tilknytning til det norske politi.

## Statspolitiet 1933-1936
Statspolitiet, oprettet ved en beslutning i Stortinget 11 juni 1933, blev i et udrykningspoliti på 76 mand  direkte underlagt Justitsministeriet. Mest kendt og berygtet blev statspolitiet for sin indsats mod de strejkende under "Menstadslaget". På dette tidspunkt var politiet generelt et kommunalt ansvar. Statspolitiet ændrede navn til "Utrykningspolitiet" da Politiloven af 13. marts 1936 blev vedtaget, og politiet underlagt staten.

## Statspolitiet 1941-1945
Statspolitiet blev atter etableret den 1. juni 1941 under den tyske besættelse, på initiativ af blandt andet den fremtidige chef Karl Marthinsen, var et bevæbnet politisk politi efter tysk mønster. Det var primært imod politiske forbrydelser, flygtninge, spionage, sabotage og væbnet modstand eller anden form for oprør mod besættelsen eller bestyrelsen for de norske nazistiske myndigheder. Det var organiseret med hovedkontor i Oslo og seks underkontorer i Oslo og Aker, Stavanger, Bergen, Trondheim, Tromsø og Kirkenes. Statspolitiet var direkte underordnet sikkerhedspolitiets chef, i det på ordre af Reichskommisar Josef Terboven skabte norske kommissariske Politiministerium, men kunne også modtage kommandoen direkte fra den tyske Sicherheitspolizei. Det blev drevet uafhængigt af det almindelige politi.
I statspolitiet var der kun fire ansatte, som ikke var medlemmer af Nasjonal Samling. Under Karl Marthinsen blev etaten kraftigt udvidet, og nåede i 1944 sit toppunkt med 350 ansatte. 
Statspolitiet spillede en central rolle i deportationen af de norske jøder.
I det norske retsopgør efter den anden verdenskrig blev de tidligere statspolitimænd Reidar Haaland, Arne Saatvedt, Hans Jacob Skaar Pedersen, Holger Tou, Ole Wehus, Olav Aspheim og Einar Dønnum dømt til døden for landsforræderi og henrettet.